# پونتویکو
پونتویکو (به ایتالیایی: Pontevico) یک کومونه در ایتالیا است که در استان برشا واقع شده‌است. پونتویکو ۲۹ کیلومتر مربع مساحت و ۷٬۲۲۷ نفر جمعیت دارد و ۵۵ متر بالاتر از سطح دریا واقع شده‌است.